# شکرپارگان
شِکَرپارگان(نام علمی: Proteaceae) نام یک تیره از راسته چنارسانان است.